# Impasse Joudrier
L'impasse Joudrier est une voie située dans le quartier Sainte-Marguerite du 11e arrondissement de Paris.

## Situation et accès
Elle débute au 87, boulevard de Charonne et se termine en impasse.
L'impasse Joudrier est desservie à proximité par la ligne 2 à la station Alexandre Dumas.

## Origine du nom
Cette voie tient son nom de celui d'un propriétaire local.